# Salicornia utahensis
Salicornia utahensis är en amarantväxtart som först beskrevs av Ivar Frederick Tidestrøm, och fick sitt nu gällande namn av Andrew John Scott. Salicornia utahensis ingår i släktet glasörter, och familjen amarantväxter. Inga underarter finns listade i Catalogue of Life.